# Kondoa Mjini
Kondoa Mjini è una circoscrizione (ward) della Tanzania situata nel distretto urbano di Kondoa, regione di Dodoma. Conta una popolazione di 26 179 abitanti (censimento 2022).